# Psectrocladius delatoris
Psectrocladius delatoris är en tvåvingeart som beskrevs av Zelentsov 1980. Psectrocladius delatoris ingår i släktet Psectrocladius och familjen fjädermyggor. Inga underarter finns listade i Catalogue of Life.